# Olof Johan Örnberg
Olof Johan Örnberg, född 1750, död i början av 1800-talet var en svensk hovtrumpetare, pukslagare och målare. 
Örnberg var verksam under senare hälften av 1700- och början av 1800-talet och bror till pukslagaren och konstnären Israel Örnberg. I en annons i Dagligt Allehanda 1801 utbjuder han sig att utföra alla sorters dansmusik vid privata tillställningar och att han har 30 års erfarenhet som hovtrumpetare. Omkring 1804–1806 förändras hans tjänst vid hovkapellet och han blir därefter pukslagare. Han tillhörde vänkretsen till akademiledamoten Thure Wennberg och fick troligen en viss vägledning av denne i sitt konstnärskap. Liksom sin bror drygade han ut sina inkomster genom att utföra porträttmålningar. Förutom originalporträtt utförde han även ett flertal gouacheminiatyrer efter större förlagor. Örnberg är representerad vid bland annat Norrköpings Konstmuseum och han var representerad i Christoffer Eichhorns miniatyrsamling som senare förvärvades av Nationalmuseum.